# Bagahi (Rautahat)
Bagahi (nep. बगही) – gaun wikas samiti w środkowej części Nepalu w strefie Narajani w dystrykcie Rautahat. Według nepalskiego spisu powszechnego z 2001 roku liczył on 795 gospodarstw domowych i 4630 mieszkańców (2261 kobiet i 2369 mężczyzn).